# Amanda Donohoe
Amanda Donohoe (Londres, Inglaterra, 29 de junio de 1962) es una actriz británica de cine y televisión conocida por sus papeles en éxitos de taquilla como Liar Liar.

## Biografía
Donohoe nació en Londres, hija de Ted y Joanna Donohoe. Tiene una hermana mayor, Cordelia. Es de ascendencia irlandesa, rusa y suiza.
Su padre trabajó para el Ministerio de Asuntos Exteriores y de la Commonwealth, lo que hizo que toda la familia tuviera que mudarse en repetidas oportunidades, con base en Londres, pero también con periodos en el extranjero. Su padre, después de retirarse, trabajó con su madre en su tienda de antigüedades.
Estudió en el colegio Francis Holland School. A los 15 años de edad conoció al cantante pop Adam Ant. Con 16 años abandonó su hogar, y se fue a vivir con Ant en Notting Hill.
En 1981, Donohoe apareció en los videoclips de las canciones «Antmusic» y «Stand and Deliver», de Adam and the Ants, cuando la banda estaba en la cima de su fama. En 1981, poco antes de que la banda comenzara una gira mundial, Donohoe obtuvo un lugar en la escuela de actuación Central School of Speech and Drama. Abandonó a Ant e ingresó en la universidad.

### Carrera
En 1986, después de su graduación, ella se hizo mundialmente conocida, cuando fue elegida para interpretar a Lucy Irvine en la película Castaway, de Nicolas Roeg, junto al actor Oliver Reed. Después actuó en dos películas del cineasta Ken Russell:
The Rainbow (de 1989, basada en una novela de D. H. Lawrence), y
La guarida del gusano blanco (de 1995; basada en la novela homónima de Bram Stoker),
Obtuvo otro papel importante en la película Liar Liar (de 1997), protagonizada por Jim Carrey.
Después de mudarse a Los Ángeles,
en febrero de 1991 Donohoe participó en el primero de los llamados «episodios con beso lésbico» en la televisión estadounidense, cuando su personaje C. J. Lamb, en la serie policial L. A. Law le dio un beso a su compañera Abbie Perkins (interpretada por Michele Greene).
Donohoe apareció en L. A. Law durante dos temporadas. Otros papeles en televisión incluyeron Murder City y Ally McBeal (donde apareció como «estrella invitada»).
Al regresar al Reino Unido, Donohoe trabajó en varias obras de teatro, incluyendo un reemplazo de Jerry Hall en la versión teatral de El graduado.
En 2009 se unió al elenco de la telenovela de ITV Emmerdale como la empresaria Natasha Wylde,
El 18 y 19 de febrero de 2010 fue panelista invitada en Loose Women. También ha prestado su voz para el videojuego de Activision PC Santa Fe Mysteries: The Elk Moon Murder como Karen Gordon, la principal sospechosa y exesposa de Jack, el marido de Elk Moon.

## Vida personal
La pareja de Donohoe es el artista multidisciplinar Russell Haswell. La pareja vive en Suffolk (Inglaterra).

## Filmografía

### Cine
- 1986: Foreign Body como Susan Partridge.[6]
- 1987: Castaway como Lucy Irvine.
- 1988: An Affair in Mind (película de televisión) como Druscilla Janus.
- 1988: La guarida del gusano blanco como Lady Sylvia Marsh.
- 1989: The Rainbow como Winifred Inger.
- 1989: Dark Obsession o Diamond Skulls, como Ginny Bruckton.
- 1990: Paper Mask como Christine Taylor.
- 1993: The Substitute como Gayle Richardson.
- 1994: A Womans Guide To Adultery como Jo Saxon.
- 1995: The Madness of King George como Lady Pembroke.
- 1997: Liar Liar como Miranda.
- 1998: A Knight in Camelot como la reina Guinevere.
- 2000: Circus como Gloria.
- 2000: Glory Glory como la viuda.
- 2000: Wild About Harry como Ruth McKee.
- 2001: Phoenix Blue como Persha Lovich.
- 2002: Mary Higgins Clark Lucky Day.
- 2008: Starship Troopers 3 como la almirante Enolo Phid.
- 2011: The Last Belle (cortometraje) como Siobhan (voz).
- 2014: Trafficker como Alison Reid (en posproducción).

### Televisión
- 1986-1991: Screen Two: The Laughter Of God como Jane Clemant/periodista en la conferencia de prensa.[6]
- 1988: Les Girls (serie de televisión) como Camilla.
- 1988: Game, Set, and Match (serie de televisión) como Gloria Kent.
- 1990-1992: L. A. Law como Cara Jean Lamb.
- 1992: Shame como Diana Cadell.
- 1993: Ric Mayall presents (episodio «Briefest encounter») como Siobhan Harris.
- 1994: Frasier (episodio «Call Me Irresponsible») como Catherine.
- 1994: Murder Most Horrid como Carmela Vezza.
- 1996: The Thorn Birds: The Missing Years como Meggie Cleary O'Neill.
- 1997: Ally McBeal como Marianne Holt.
- 1999-2001: Batman Beyond como la Reina (voz).
- 2000: In the Beginning como Zuleika.
- 2001: The Atlantis Conspiracy como Lauren Marcus.
- 2001: The Legend of Tarzan como Lady Waltham
- 2002: Lucky Day como Nora Barkin.
- 2004-2006: Murder City como DI Susan Alembic (2004–06).
- 2006: Bad Girls como Lou Stoke.
- 2009-2010: Emmerdale como Natasha Wylde.
- 2010: Loose Women como ella misma
- 2014: Pramface como Sally.

### Teatro
- 1984: Cymbeline como Helen.
- 1984: Great Expectations como Estella.
- 1984: The Admirable Crichton como Lady Catherine.
- 1996: Uncle Vanya como Yelena.
- 1996: Miss Julie como Miss Julie.
- 2001: The Graduate como la Sra. Robinson.
- 2002: Teeth 'n' Smiles como Maggie.
- 2005: Hedda Gabler como Hedda Gabler.

## Premios y nominaciones
Donohoe ganó un Globo de Oro por su papel en la L. A. Law y fue nominada para un Outer Critics Circle Award por su debut en Broadway en la obra Uncle Vanya.